# Lafitte (Louisiana)
Lafitte is een plaats (census-designated place) in de Amerikaanse staat Louisiana, en valt bestuurlijk gezien onder Jefferson Parish.

## Demografie
Bij de volkstelling in 2000 werd het aantal inwoners vastgesteld op 1576.

## Geografie
Volgens het United States Census Bureau beslaat de plaats een oppervlakte van
20,2 km², waarvan 14,8 km² land en 5,4 km² water. Lafitte ligt op ongeveer 1 m boven zeeniveau.

## Plaatsen in de nabije omgeving
De onderstaande figuur toont nabijgelegen plaatsen in een straal van 24 km rond Lafitte.